# Pekingská opera

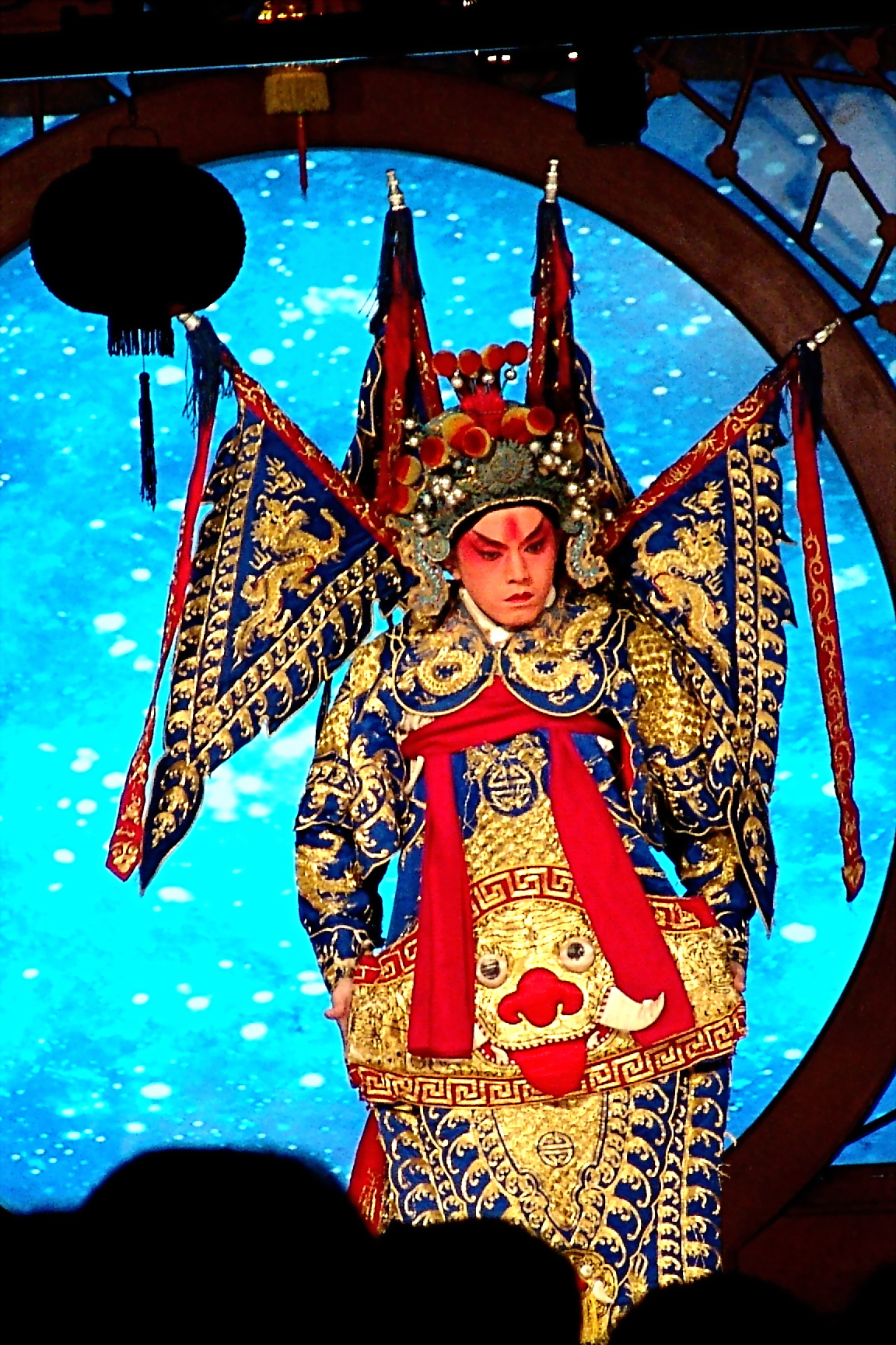
Pekingská opera

Pekingská opera (čínsky v českém přepisu ťing-si, pchin-jinem jīngxì, znaky zjednodušené 京戏, tradiční 京戲, nebo čínsky v českém přepisu ťing-ťü, pchin-jinem jīngjù, znaky zjednodušené 京剧, tradiční 京劇) je nejznámějším a nejrozšířenějším druhem čínské opery. V roce 2010 byla Pekingská opera zapsána na seznam Světového dědictví, do kategorie dědictví nehmotného (Mistrovská díla ústního a nehmotného dědictví lidstva).

## Forma
Hraje se bez kulis, ale s výraznými kostýmy a maskami, řadou akrobatických čísel, bojových umění, pantomimy a za doprovodu tradičních hudebních nástrojů (dvoustrunné housle er-chu, třístrunná loutna san-sien, tradiční loutna pchi-pcha, čínský roh, zvon suo-na, bicí nástroje pan-ku a ta-luo, činely po, klapačky pchaj-pan atd.).
Původně byla většina oper velmi dlouhých, v současnosti se inscenují buď nejzajímavější pasáže (zejména pro turisty), anebo se diváci chodí dívat jen na část opery a v průběhu odcházejí a přicházejí. Ztvárňují se především náměty z čínských dějin. Od ostatních regionálních variant se Pekingská opera liší zejména užitím pekingského dialektu.
Čtyři role v opeře se stále opakují šeng (生, muž), tan (旦, žena), ťing (净) a komická čchou (丑). Šeng a tan mají v zásadě standardní líčení, ťing a čchou líčení výrazné, nebo masku. Každá z rolí se dělí na několik subtypů, například u ženské postavy je jich šest podle věku – od mladé dívky až po stařenu. Specifickou rolí jsou opice, u diváků tradičně velmi oblíbené postavy. Výraznou roli hrají barvy, barevné líčení diváka orientuje v emocích postavy, musí ale znát kód, který se poměrně liší od evropských stereotypů – například zelená značí vznětlivost, fialová vážnost apod. Podobně fungují kódy zvukové, například dvojnásobně snížený akord značí nebezpečí. Při scénách z civilního života v hudebním doprovodu převažují smyčce a dechy, při vojenských scénách bicí.
Vystupující se připravují odmala, zhruba deset let. Již v dětství je studentovi vybrán jeden herecký typ, a ten pak hraje celý život.

## Dějiny
Pekingská opera vznikla v 18. století, za vlády dynastie Čching. Na jejím vzniku se bezprostředně podílel císař Čchien-lung, kterého okouzlily místní opery v jižní Číně (zejm. v An-chuej) a přivezl do Pekingu první soubory. Za Kulturní revoluce byla Pekingská opera zakázána, a nahrazena maoistickými propagandistickými vystoupeními, od konce 70. let 20. století se řada čínských umělců opět snaží tuto tradici oživit.